# شارون روني
شارون روني (بالإنجليزية: Sharon Rooney)‏ هي ممثلة بريطانية، ولدت في 22 أكتوبر 1988 في غلاسكو في المملكة المتحدة.

## أعمال

### أفلام
- (2019) دمبو

## وصلات خارجية
- شارون روني على موقع IMDb (الإنجليزية)
- شارون روني على موقع ألو سيني (الفرنسية)
- شارون روني على موقع ميوزك برينز (الإنجليزية)
- شارون روني على موقع قاعدة بيانات الفيلم (الإنجليزية)
- شارون روني على موقع ليتربوكسد (الإنجليزية)
- شارون روني على موقع كينوبويسك (الروسية)